# Eduardo Vigil
Eduardo José Vigil Acosta (ur. 7 sierpnia 1996 w San Miguel) – salwadorski piłkarz występujący na pozycji środkowego obrońcy, reprezentant Salwadoru, od 2023 roku zawodnik Fuerte San Francisco.